# Раменский (Калужская область)
Раменский — посёлок в Мосальском районе Калужской области России. Административный центр сельского поселения «Посёлок Раменский».

## География
Посёлок находится на западе региона, на реке Пополта, к востоку от автодороги 29К-021,  на расстоянии 88 километров от Калуги и 218 километров от Москвы.  
Абсолютная высота 212 метров над уровнем моря.

### Климат
Климат умеренно континентальный с резко выраженными сезонами года: умеренно жарким и влажным летом и умеренно холодной зимой с устойчивым снежным покровом. Средняя температура июля до +21, января от −12 °C до −8. Тёплый период (с положительной среднесуточной температурой) длится 220 дней.

## Население
| 2002 | 2010 |
| ---- | ---- |
| 268  | ↘201 |

### Гендерный состав
По данным Всероссийской переписи населения 2010 года в гендерной структуре населения мужчины составляли 45.8 %, женщины — соответственно 54.2 %.

### Национальный состав
Согласно результатам переписи 2002 года, в национальной структуре населения русские составляли 96 %.

## Инфраструктура
Личное подсобное хозяйство.
Отделение почтовой связи № 249946. Администрация сельского поселения.

## Транспорт
Посёлок  доступен автотранспортом по подъездной дороге от автодороги регионального значения «А-130 „Москва — Малоярославец — Рославль“ — Мосальск — Мещовск».